# Карасук (город)
Карасу́к (из тюркских, ср. чул. карасук, сиб. 
қарасу, алт. қарасуу, хак. карасуғ — чёрная вода) — город в России, административный центр Карасукского района Новосибирской области.

## Этимология
Название от гидронима реки Карасук. Гидроним происходит от тюркского карасу — тип немноговодной реки, питающейся выходами грунтовых вод (тюркск. кара — «чёрный», сук — архаичная форма су — «вода»).

## Географическое положение
Карасук расположен в северной части Кулундинской степи, в 384 километрах от областного центра. Площадь населённого пункта составляет 35,7 км².После распада СССР оказался на границе с суверенным Казахстаном.

## Климат
Преобладает континентальный климат. Зимы морозные и продолжительные. Лето жаркое с ясной погодой.
Среднегодовое количество осадков — 345 мм.

## История
Датой основания Карасука считают возникновение посёлка во время строительства Алтайской железной дороги в 1912 году.
Первый колышек под строительство был вбит в мае 1912 года, неподалёку от того места, где находится вокзал станции Карасук-1. Строительство железной дороги на участке «Татарская — Славгород» началось в 1913 году. К лету 1916 года земляное полотно довели до Карасука, а уже в январе 1917 года было объявлено о регулярном движении товаро-пассажирского поезда, который приходил в Карасук раз в неделю. Свое название станция получила по реке Карасук, вблизи которой она располагалась.
Станция достаточно быстро развивалась. Первоначально в составе Чернокурьинской волости, затем сельсовета, который с 1925 года вошёл в состав Черно-Курьинского района (Карасукским районом в то время назывался современный Краснозёрский район). Постановлением ВЦИК от 20 ноября 1929 года райцентр был перенесён из села Чёрно-Курья в посёлок при станции Карасук.
Постановлением ВЦИК от 7 июня 1933 года село Карасук Карасукского района было переименовано в село Краснозёрское, а Карасукский район — в Краснозёрский; Черно-Курьинский же район, административный центр которого находился в посёлке при станции Карасук, этим же постановлением был переименован в Карасукский.
28 мая 1943 года вышел указ Президиума Верховного Совета РСФСР «Об отнесении населенного пункта Карасук Карасукского р-на Алтайского края к категории рабочих поселков». 13 августа 1944 года Карасукский район был передан из состава Алтайского края в состав Новосибирской области. 3 июня 1954 года, в соответствии с Указом Президиума Верховного Совета РСФСР, рабочий посёлок Карасук был преобразован в город районного подчинения.
В 1960—1980 годах инфраструктура города развивалась, в основном, за счёт железной дороги, которая была и остаётся градообразующим центром.
В 1991 году, в связи с распадом СССР, Карасук стал пограничным городом, а 11 декабря 1992 года был образован Карасукский таможенный пост.

## Население
| 1939    | 1959    | 1967    | 1970    | 1979    | 1989    | 1992    | 1996    |
| ------- | ------- | ------- | ------- | ------- | ------- | ------- | ------- |
| 7265    | ↗19 961 | ↗24 000 | ↘22 637 | ↗25 532 | ↗29 401 | ↗30 000 | ↗30 900 |
| 2000    | 2001    | 2002    | 2005    | 2006    | 2007    | 2008    | 2009    |
| →30 900 | ↘30 800 | ↘28 734 | ↘28 300 | →28 300 | ↗28 340 | ↗28 700 | ↗28 887 |
| 2010    | 2011    | 2012    | 2013    | 2014    | 2015    | 2016    | 2017    |
| ↘28 586 | ↗28 600 | ↘28 451 | ↘28 415 | ↘28 074 | ↘27 650 | ↘27 332 | ↘27 196 |
| 2018    | 2019    | 2020    | 2021    |         |         |         |         |
| ↘26 902 | ↘26 673 | ↗26 820 | ↘24 890 |         |         |         |         |

На 1 января 2025 года по численности населения город находился на 568-м месте из 1124 городов Российской Федерации.
Гендерный состав
По данным Всероссийской переписи населения 2010 года, численность постоянного населения города составляла 28 586 человек, из которых 13 221 (46,2 %) составляли мужчины, а 15 365 (53,8 %) — женщины.
Национальный состав
По данным переписи населения 1939 года: русские — 55,8 % или 4055 чел., украинцы — 37,7 % или 2735 чел., казахи — 3,1 % или 226 чел.

## Промышленность
Город Карасук — крупный железнодорожный узел, включающий в себя две станции: Карасук-1 и Карасук-3. В городе работают предприятия пищевой промышленности: ЗАО «Карасукский мясокомбинат», ООО «Хлебный дом Карасук», ООО «СВС-АГРО» (Карасукский элеватор, мукомольный завод, маслозавод), ООО «Комета», рыбозавод. Карасукский молочно-консервный комбинат был закрыт в 2010 году. Большинство его сотрудников были переквалифицированы на различные должности в Карасукском локомотивном ремонтном депо.

## Образование
В городе действуют шесть общеобразовательных учреждений: гимназия, лицей, три средних и одна основная школы. Имеются очно-заочная средняя общеобразовательная школа, детская музыкальная школа, детско-юношеский центр, школа искусств, детско-юношеская спортивная школа, Карасукский политехнический лицей (специализация: железнодорожный транспорт), ПУ № 86 (специализация: сельское хозяйство) в данный момент закрыто, Карасукский педагогический колледж, так же работают представительства ВУЗов и СУЗов Новосибирска, Томска, Омска и Бердска на основе заочного и дистанционного обучения студентов. В сфере дошкольного образования в городе работает 9 детских садов.

## Наука
К западу от Карасука, вблизи села Троицкого, на берегу Кротова озера находится биологический стационар Института систематики и экологии животных СО РАН.

## Культура и искусство
Театр «На окраине»
Основан постановлением сессии совета депутатов г. Карасука от 15 июня 2005 года. Учредителем выступила администрация г. Карасука. Единственный в городе драматический театр. В 2009 году начал свой IV театральный сезон. В репертуаре театра как взрослые, так и детские спектакли. В апреле 2009 года «На окраине» отправился на гастроли по Новосибирской области. Художественный руководитель театра «На окраине» А. П. Кобец.
Кинотеатры
В настоящий момент в городе действует кинотеатр «Космос».
Краеведческий музей
Основные экскурсии:
- «По залу истории г. Карасука и района»
- «Зал Великой Отечественной войны»
- «Зал флоры и фауны»
- «Зал археологии и палеонтологии»
- «По картинной галерее»

Также в музее проходят крупные выставочные проекты, выездные и обменные выставки. Краеведческий музей Карасука вошёл в девятку музейных площадок Новосибирской области, которым было доверено проведение выставок из ведущих музеев России на 2014 год.

## Спорт
Муниципальное автономное учреждение физической культуры и спорта Карасукского района Новосибирской области занимается организацией и проведением спортивных мероприятий в Карасукском районе. Проводятся зимняя и летняя спартакиады сельских поселений и трудовых коллективов, Спартакиада учебных заведений и Спартакиада пенсионеров. В 2011 году создан физкультурно-оздоровительный клуб среди инвалидов.
Основные спортивные сооружения города:

| — Детско-юношеская спортивная школа с отделениями: - хоккей с шайбой - футбол - мини-футбол - волейбол - баскетбол - настольный теннис - лыжные гонки - лёгкая атлетика - рукопашный бой - бокс - плавание - гиревой спорт; | — Стадион «Локомотив»; — Бассейн «Садко»; — СК «Молодость»; — СК «Динамо»; — Лыжная база; — Зал тяжелой атлетики «Здоровье»; — 2 хоккейные коробки (Команда: ХК Локомотив Карасук); — 3 тренажерных зала. |

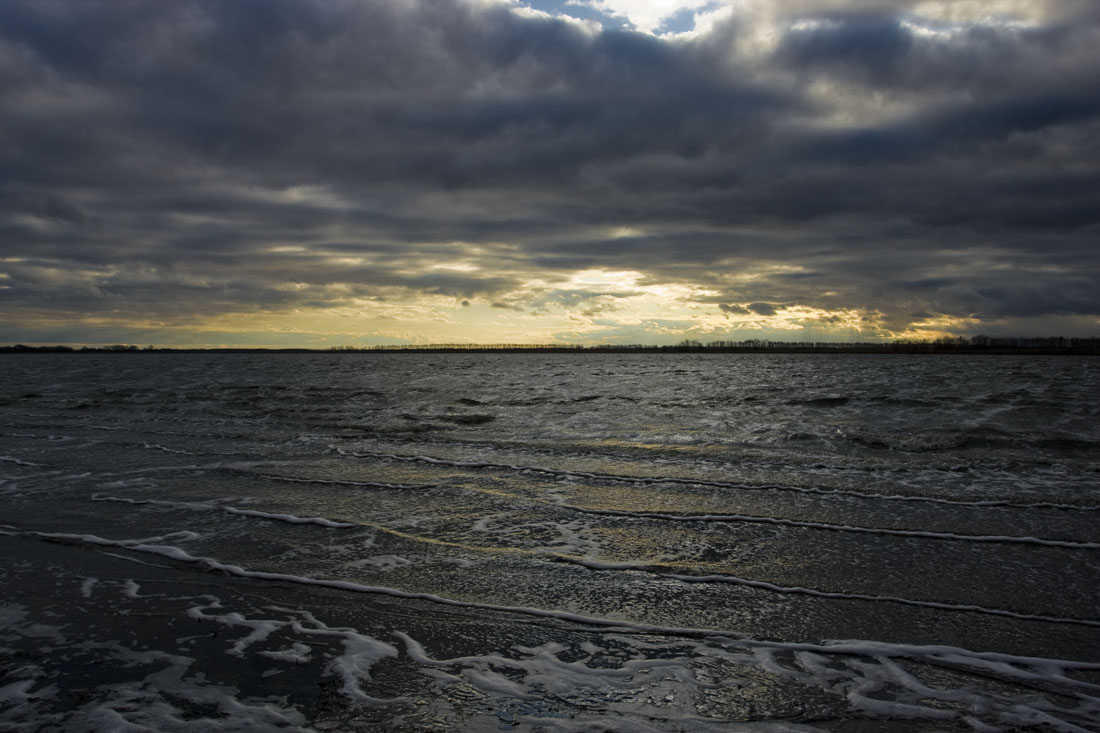
Озеро Солёное

## Транспорт
Две железнодорожные станции соединяют город с Омском, Камнем-на-Оби, Славгородом, Барнаулом, Татарском, Барабинском, Калачинском, Новосибирском, Павлодаром.
С автовокзала города автобусы ходят в Павлодар, Новосибирск, Купино, Чистоозерное и большинство населённых пунктов Карасукского района.

## Известные люди, связанные с Карасуком
- Юрченко, Василий Алексеевич — экс-губернатор Новосибирской области[30]
- Русских, Леонид Валентинович — Герой Российской Федерации. Участник Осетино-ингушского конфликта, Первой и Второй чеченских войн,
- Тимонов, Василий Николаевич — Герой Советского Союза. Участник Великой Отечественной войны.
- Ландик, Иван Иванович — Герой Советского Союза.
- Карнаущенко, Марина Николаевна — российская легкоатлетка, мастер спорта России.
- Логинов, Евгений Юрьевич — депутат Государственной Думы Российской Федерации. Лидер незарегистрированной партии «Русский прорыв».
- Сорокин, Захар Артёмович — советский лётчик, герой Великой Отечественной войны, Герой Советского Союза.
- Сметанин, Григорий Андреевич — старший лётчик-наблюдатель 10-го отдельного разведывательного авиационного полка, капитан. Герой Советского Союза.
- Орлов, Яков Никифорович — майор Советской Армии, участник Великой Отечественной войны, Герой Советского Союза.
- Молочков, Григорий Аксентьевич — лейтенант Рабоче-крестьянской Красной Армии, участник Великой Отечественной войны, Герой Советского Союза.
- Сироткина, Мария Борисовна — бригадир строителей-отделочников, Герой Социалистического Труда.
- Климовский, Николай Афанасьевич — полковник Советской Армии, участник Великой Отечественной войны, Герой Советского Союза.
- Молозев, Виктор Федорович — полковник Советской Армии, участник Великой Отечественной войны, Герой Советского Союза.
- Набатов, Вячеслав Васильевич — русский советский живописец, член Санкт-Петербургского Союза художников.
- Трахимёнок, Сергей Александрович — писатель, доктор юридических наук, профессор. Секретарь Союза писателей Беларуси.
- Волков, Андрей Алексеевич — лейтенант Советской Армии, участник Великой Отечественной войны, Герой Советского Союза.
- Рубежанский, Пётр Николаевич — российский государственный деятель и железнодорожный управленец, советник президента ОАО «РЖД» В. И. Якунина.

## Достопримечательности

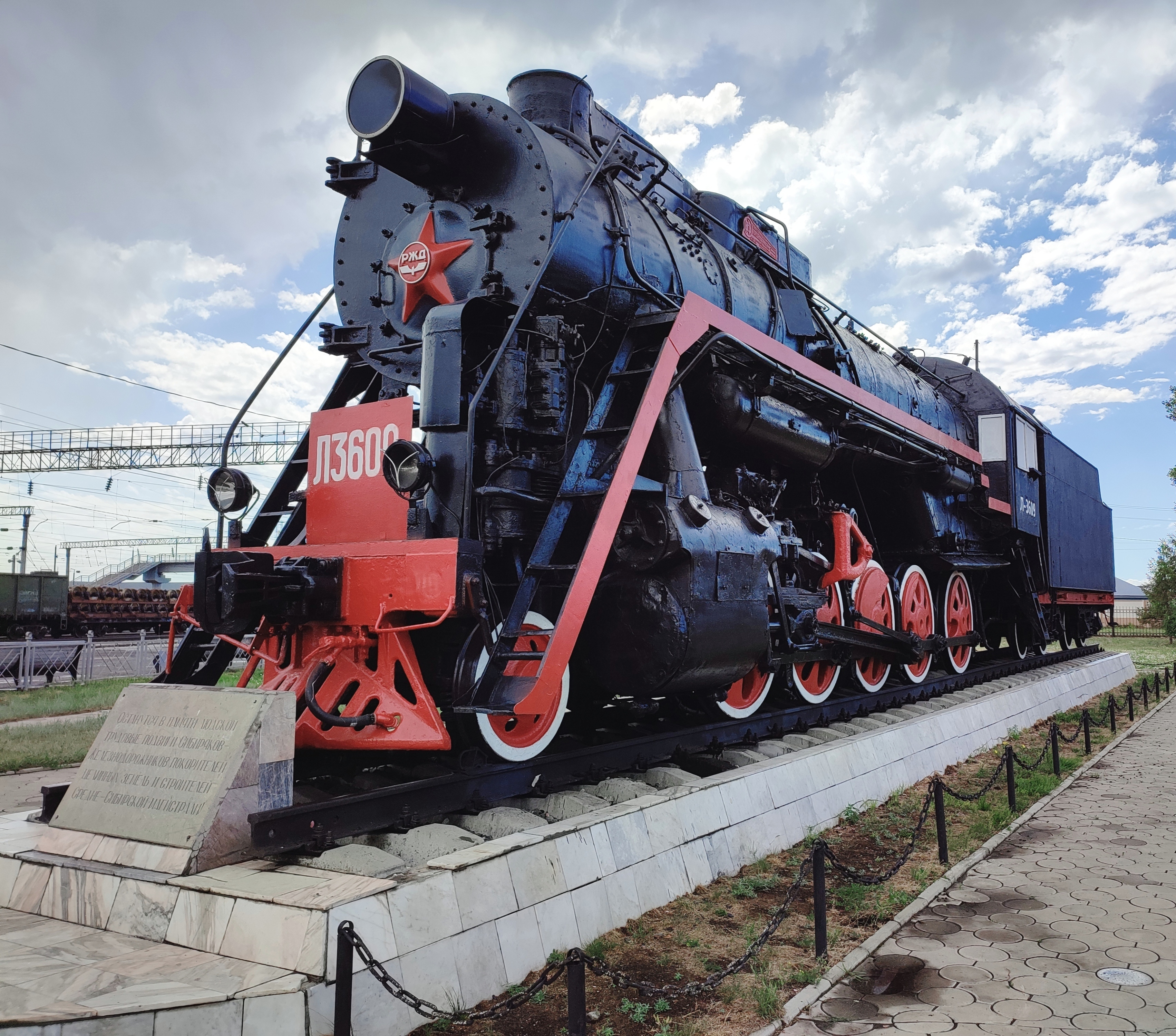
Паровоз-памятник Л-3609

- Храм во имя святого апостола Андрея Первозванного.
- Памятник героям гражданской войны.
- Паровоз-памятник Л-3609. Установлен в 2005 году в честь Героя Социалистического Труда Александра Дорофеевича Парфёнова и его помощника Валентины Буртенко[31].
- Мемориал Воинской Славы. На пилонах мемориала увековечены имена более 5 000 уроженцев Карасукского района, павших в годы Великой Отечественной войны, установлены 9 бюстов земляков — Героев Советского Союза[31].
- Мемориал трудовой Славы. Открыт в 2015 году. Первый в Новосибирской области памятник труженикам тыла[31].
- Мелковский курган (оз. Мелкое).
- Курган (с. Благодатное).
- Водонапорная башня постройки 1915 года[31].
- Озеро Солёное — лечебные грязи и соленая вода способная удерживать человека без движения на плаву (в настоящий момент, к нему прилегает осушительный канал для отвода болотной воды из черты города).